# Aldbert
Moto Aldbert war ein italienischer Motorradhersteller mit Sitz in Mailand, der in den 1950er-Jahren aktiv war. Das Unternehmen wurde von Aldo Cavalleri und Umberto Preti gegründet, deren Vornamen den Firmennamen „Aldbert“ bilden.

## Unternehmensgeschichte
Nach dem Zweiten Weltkrieg begannen Cavalleri (geb. 1907) und Preti (geb. 1921) zunächst mit dem Handel von überschüssigem Kriegsmaterial, insbesondere Motorrädern. Zudem betrieben sie einen Verleihservice für Fahrzeuge wie Vespa und Guzzino. Bereits 1925 hatte Cavalleri im Alter von 18 Jahren eine eigene Motorradwerkstatt in Mailand gegründet, die später zur Basis der Firma Aldbert wurde. Preti, ein gelernter Maschinenbauer, hatte vor dem Krieg kurz bei Isotta Fraschini gearbeitet. Während des Krieges geriet er in Nordafrika in britische Kriegsgefangenschaft unter General Montgomery.
1951 begann Aldbert mit der Produktion eigener Motorräder. Das erste Modell hatte einen 160-cm³-Zweitaktmotor. Die Rahmen kamen von dem Fahrrad- und Mopedhersteller Gino Tappella, dessen Produkte unter dem Markennamen „Schneller Fuchs“ vermarktet wurden. Später folgten leistungsstärkere Modelle wie die „Aldbert 160 Sport“ und der „175 Super Sport“ mit größerer Bohrung, verbessertem Zylinderkopf und höherer Verdichtung.
Kurz darauf trat Vincenzo Clerici als technischer Direktor in das Unternehmen ein. Unter seiner Leitung entstand ein 175-cm³-Viertaktmotor, dessen Konstruktion starke Ähnlichkeit mit Motoren von Moto Morini aufwies. Eine spezielle Rennversion unter dem Namen „Razzo“ (deutsch: „Rakete“) wurde in den italienischen Nationalfarben Rot, Weiß und Grün lackiert und vor allem im Straßenrennsport eingesetzt.

## Motorsport
Moto Aldbert war in den 1950er-Jahren erfolgreich im italienischen Straßenrennsport vertreten. Viele Rennfahrer setzten Maschinen der Marke ein, darunter:
- Tino Brambilla
- Giorgio Castelli
- Giancarlo Dobelli
- Luciano Dondi
- Salvatore Falcini
- Gilberto Milani
- Raoul Mondini
- Osvaldo Perfetti
- Romolo Rossi
- Otello Spadoni
- Giampiero Zubani

1956 baute der Mailänder Konstrukteur Giorgio Mazzilli fünf Geländemaschinen mit einem 175-cm³-Viertaktmotor von Aldbert. Mazzilli setzte diese Maschinen bei verschiedenen Offroad-Veranstaltungen ein, unter anderem bei den „Valli Bergamasche“.

## Modelle
- Aldbert 160 – 160-cm³-Zweitakt
- Aldbert 160 Sport – sportlichere Version des 160
- Aldbert 175 Super Sport – Viertakter mit höherer Leistung
- Aldbert Razzo – Viertakt-Rennversion